# ایو لامپارت
ایو لامپارت (فرانسوی: Yves Lampaert‎؛ زادهٔ ۱۰ آوریل ۱۹۹۱) دوچرخه‌سوار اهل بلژیک است.
از باشگاه‌هایی که در آن رکاب زده‌است می‌توان به تیم کوئیک‌استپ فلورز و اسپورت فلاندر-بالوزه اشاره کرد.
وی در مسابقات کشوری و بین‌المللی در مجموع برندهٔ ۱ مدال طلا، ۱ مدال نقره شده‌است.